# 밀레니엄 시리즈
《밀레니엄 시리즈》는 스웨덴의 소설 시리즈이다. 스티그 라르손과 다비드 라게르크란츠의 작품으로, 4부작으로 구성되어 있고 총 2,700페이지에 이르는 대하 추리소설이다. 젠더폭력을 큰 축으로 하고 있으며 1부·2부·3부는 독립적인 동시에 전체적인 통일성을 갖춘 3면의 스펙트럼이자 한 개의 건축물이다. 1부는 《여자를 증오한 남자들》, 2부는 《불을 가지고 노는 소녀》, 3부는 《벌집을 발로 찬 소녀》, 4부는 《거미줄에 걸린 소녀》, 5부는 《받은 만큼 복수하는 소녀》이다. 각각 원저는 2005년, 2006년, 2007년, 2015년, 2017년에 출간되었다. 1부, 2부, 3부는 라르손이, 4부, 5부는 라게르크란츠가 썼다.
전 세계적으로 '밀레니엄 신드롬'을 일으킨 책이다. 주인공은 보안경비업체의 정보조사원 리스베트 살란데르와 시사월간지 <밀레니엄>의 편집장을 맡고 있는 미카엘 블롬크비스트이다. 라르손은 미카엘을 자신과 비슷한 배경을 갖고 있는 캐릭터로 묘사하였다.
미카엘과 리스베트는 한 재벌의 손녀의 실종 사건을 함께 풀어간다. 집요한 탐구정신을 가진 남성 '기자'와 문신과 피어싱을 한 여성 '해커'가 사건의 퍼즐 조각을 맞춰가는 과정을 그렸다. 부패한 기업인과 정치인, 성매매자들, 비겁한 기자들이 등장하고, 여성에 대한 폭력과 자본의 도덕적 타락에 대한 비판을 담고 있다.

## 역사
스티그 라르손이 15살이었을 때 윤간 현장을 목격하였다. 그 이후 라르손은 사망 직전까지 여성 폭력/학대에 대해 혐오감을 갖기 시작했다. 그는 그 윤간의 피해자를 도와주지 못한 자신을 절대 용서하지 못하였고, 피해자의 이름이었던 리스베트를 책의 주인공으로 삼았다. 리스베트는 작품에서 강간 피해자로 등장하며, 여성을 대상으로 한 폭력이라는 주제를 삼게 되었다.
이 시리즈는 그의 기억속에 있는 윤간 이외에 라르손은 두 개의 또 다른 살인사건에 영향을 받았다. 남자친구에게 살해당한 모델인 멜리사 노델과 아버지에게 명예살인을 당한 파딤 사힌달이라는 여성들 또한 라르손에게 영향을 끼쳤다. 두 여성은 명예범죄, 혹은 남자에게 살해당하였다. 하지만 라르손에겐 저 세개의 범죄는 다른점이 없었다. 그 범죄들은 여자들을 피해자로 한 체계적이고 조직적인 폭력으로, 라르손은 블롬크비스트를 통해 그의 소설 속에서 여성폭력에 대해 반기를 들었다.
라르손의 오랜 동거인인 에바 가브리엘손은 "라르손은 그의 밀레니엄 시리즈 집필을 통해 그동안 그가 혐오하던 무책임하고 비겁한 기회주의자, 방관적이고 기분대로 행동하는 운동가들, 본인의 이익을 위해 라르손을 이용한 친구라는 명칭으로 통합된 거짓친구들, 자신의 부적절한 이익을 추구하는 회사의 주주들과 임원들을 맹렬히 비난했다. 왜냐하면 라르손은 자신의 병든 영혼을 치료하기 위해선 이보다 더 좋은 테라피가 없었다"고 했다.
원고 초안은 2003년에 피라트 출판사(Piratförlaget)에 보내졌으나 관심을 표명하지 않았다. 그 대신 누슈테츠 출판사(Norstedts förlag)에 연락하였고 2004년 봄에 책을 출간하기로 하였다. 스티그 라르손은 선금으로 59만 크로나를 받았다. 미카엘 블롬크비스트가 주인공으로 등장하는 소설을 총 10권으로 쓸 계획이었고, 그 중 6권의 내용은 구체화되었다. 첫 세 부는 죽기 전에 완성하였고, 4부는 2004년 11월 죽기 전에 320쪽까지 작업하였다.
누슈테츠 출판사는 레드 킬랜드(Red Keeland)라는 이름을 쓰는 스티브 머리(Steve Murray)에게 영어 번역을 넘겼다. 라르손은 자신의 책을 출판시킬 영국 출판사를 찾지만 이는 쉽지 않았다. 결국엔 크리스토퍼 매클로스(Christopher Maclehose)가 전 세계 영어판 저작권을 갖고 있던 케커스(Quercus)라는 소규모의 런던출판사에게서 사들였다. 그리고 앨프리드 크노프(Alfred A. Knopf)가 2004년 라르손의 사망 후, 미국에서 출판되는 밀레니엄 시리즈의 저작권을 갖게 되었다.
2010년 5월 즈음에는 전 세계에 2천 7백만 부의 판매고를 올렸다. 그리고 5개월 후에는 4천 6백만 부 이상이 팔렸고, 다음해 12월에는 6천 5백만 부가 팔렸다. 2010년 7월에는 아마존 킨들판 전자책이 백만 부의 판매고에 도달했다. 다비드 라게르크란츠는 2015년에 4부를 출간했고, 2017년에는 5부를 출간했다.

## 책
첫 번째 책 《여자를 증오한 남자들》(원제 Män som hatar kvinnor)은 2005년 8월, 두 번째 책 《불을 가지고 노는 소녀》(원제 Flickan som lekte med elden)는 2006년 6월, 세 번째 책 《벌집을 발로 찬 소녀》(원제 Luftslottet som sprängdes)는 2007년 5월 각각 출간되었다. 세 권의 주인공으로는 리스베트 살란데르와 미카엘 블롬크비스트가 등장한다. 리스베트 살란데르는 20대 여성으로, 모든 일에 대해 정확하고 디테일한 기억력을 갖고 있지만 사회성이 떨어지고 자기 중심적이며 직관상을 가지고 있다. 미카엘 블롬크비스트는 유명한 탐사 보도 전문 기자로, 스티그 라르손 자신을 모델로 하였다. 라르손의 조카가 리스베트의 모습에 영향을 주었으며, 실제 역할 모델은 말괄량이 삐삐이다.
한국어와 영어를 포함한 여러 언어로 번역되었다. 영어 번역의 품질은 큰 비판을 받았고, 최종 검수 단계에서 번역 품질이 좋지 않아서 영어 번역자를 익명으로 출간해야 하였다. 2010년 3월 40개국에서 2700만 권이 출간되었다.

### 여자를 증오한 남자들
미카엘 블롬크비스트는 탐사 보도로 인한 명예 훼손으로 징역을 살게 되었다. 기업가 헨리크 방예르의 초대를 받아서, 방예르 가의 역사를 정리해 달라는 부탁과 함께 1966년 여름에 실종된 조카 하리에트 방예르의 행방을 추적해 달라는 의뢰를 받았다. 조사를 하는 중 자신의 컴퓨터에 침입한 리스베트 살란데르의 존재를 알게 된다.
- 제1부
  - 《여자를 증오한 남자들1》. 뿔. 2011년. ISBN 978-89-01-11615-0
  - 《여자를 증오한 남자들2》. 뿔. 2011년. ISBN 978-89-01-11616-7

### 불을 가지고 노는 소녀
미카엘 블롬크비스트는 프리랜서 기자 다그 스벤손을 만나서 스웨덴의 인신 매매에 대한 기사를 쓰게 된다. 어느 날 스벤손은 자기 집에서 살해당하고, 리스베트 살란데르와 그의 후견인 닐스 비우르만이 용의자 목록에 올라간다.
- 제2부
  - 《불을 가지고 노는 소녀1》. 뿔. 2011년. ISBN 978-89-01-11732-4
  - 《불을 가지고 노는 소녀2》. 뿔. 2011년. ISBN 978-89-01-11733-1

### 벌집을 발로 찬 소녀
냉전 동안 존재하였던 스웨덴의 정보 기관 세포(SÄPO)의 행동을 추적한다. 리스베트 살란데르가 12살이었을 때, 어머니를 학대하였던 아버지 알렉산드르 살라첸코를 경찰에 신고하려고 하였으나 정보 기관은 그의 편을 계속해서 들어 주었다. 그 과정에서 리스베트가 받은 고통이 드러난다.
- 제3부
  - 《벌집을 발로 찬 소녀1》. 뿔. 2011년. ISBN 978-89-01-11953-3
  - 《벌집을 발로 찬 소녀2》. 뿔. 2011년. ISBN 978-89-01-11954-0

## 영상물
스웨덴의 영화 제작사 옐로 버드에서 덴마크의 영화 제작사 노어디스크 필름과 함께 밀레니엄의 영화 작업을 시작하였다. 2008년 2월 영화 작업이 시작되었고 이듬해에 개봉하였다. 원래 계획은 1부만 영화로 작업하고 2부와 3부는 SVT에서 TV 시리즈로 만드려고 하였으나, 이후 전체 작품을 영화화하였다.
미카엘 블롬크비스트 역으로는 미카엘 뉘크비스트, 리스베트 살란데르 역으로는 노미 라파스가 선정되었다. 세 영화는 각각 2009년 2월 27일, 9월 18일, 11월 27일 스웨덴에서 개봉되었다. 2010년 7월 14일 DVD 및 블루레이로 출시되었다. 1부의 감독은 닐스 아르덴 오플레우였고, 2부와 3부의 감독은 다니엘 알프레드손이다.
옐로 버드는 소니 픽처스와 협약을 맺고 미국에서 영화 촬영을 진행하기로 하였다. 감독은 데이비드 핀처이고, 미카엘 블롬크비스트 역으로는 대니얼 크레이그, 리스베트 살란데르 역으로는 루니 마라가 선정되었다.
2010년 3월과 4월에는 SVT1에서 미니 시리즈가 방영되었다. 각각 영화는 90분짜리 두 화로 나뉘었고, 전체 분량이 영화보다 더 길어져 영화에서 삭제된 장면이나 더 자세한 이야기를 다루는 장면이 추가되었다. 2010년 6월 기준 첫 번째 영화는 전 세계에서 8억 명의 관객을 기록하였다.

## 평가
- 2010년 7월, 아마존 킨들(전자책) 다운로드에서 첫 밀리언셀러 기록
- 영국 700만 부, 미국 1400만 부 판매(전 세계 5000만 부 판매)
- 미 USA투데이 ‘2010 올해의 작가’ ‘독자들이 뽑은 올해 최고의 책’ 1위